# シャルル・モーラン
シャルル・モーラン（Charles Maurin、1856年4月1日 - 1914年7月22日）はフランスの画家、版画家である。

## 略歴
オート＝ロワール県のル・ピュイ＝アン＝ヴレで生まれた。1875年に奨学金を得て、1876年から1879年の間、パリの国立高等美術学校に入学し、ジュール・ジョゼフ・ルフェーブルに学んだ。アカデミー・ジュリアンでも学び、後にアカデミー・ジュリアンで教えた。1882年からフランス芸術家展（Salon des Artistes Français）に出展し、1883年にフランス芸術家協会の会員となった。版画家、フェリックス・ヴァロットン(1865-1925)の友人で、版画の分野の教師であった。
画商のアンブロワーズ・ヴォラールの支援を受け、ロートレックとは共同で展覧会を開いた。多くの芸術家と友人となった。その中にはアールヌーヴォーの芸術家、キャラバン(François-Rupert Carabin）や有名な歌手、アリスティード・ブリュアンもいる。象徴主義の作品も描き、象徴派の展覧会、「薔薇十字サロン」（Salon de la Rose + Croix）にも出展した。日本の版画作品から着想を得て多色刷り版画の技法を開発した。
フェリックス・フェネオン(Félix Fénéon)が編集した文芸誌・芸術評論誌「ルヴュ・ブランシュ」(La Revue blanche) やアナキストのジャン・グラーブが出版した「Les Temps nouveaux」に作品を掲載した。

## 作品

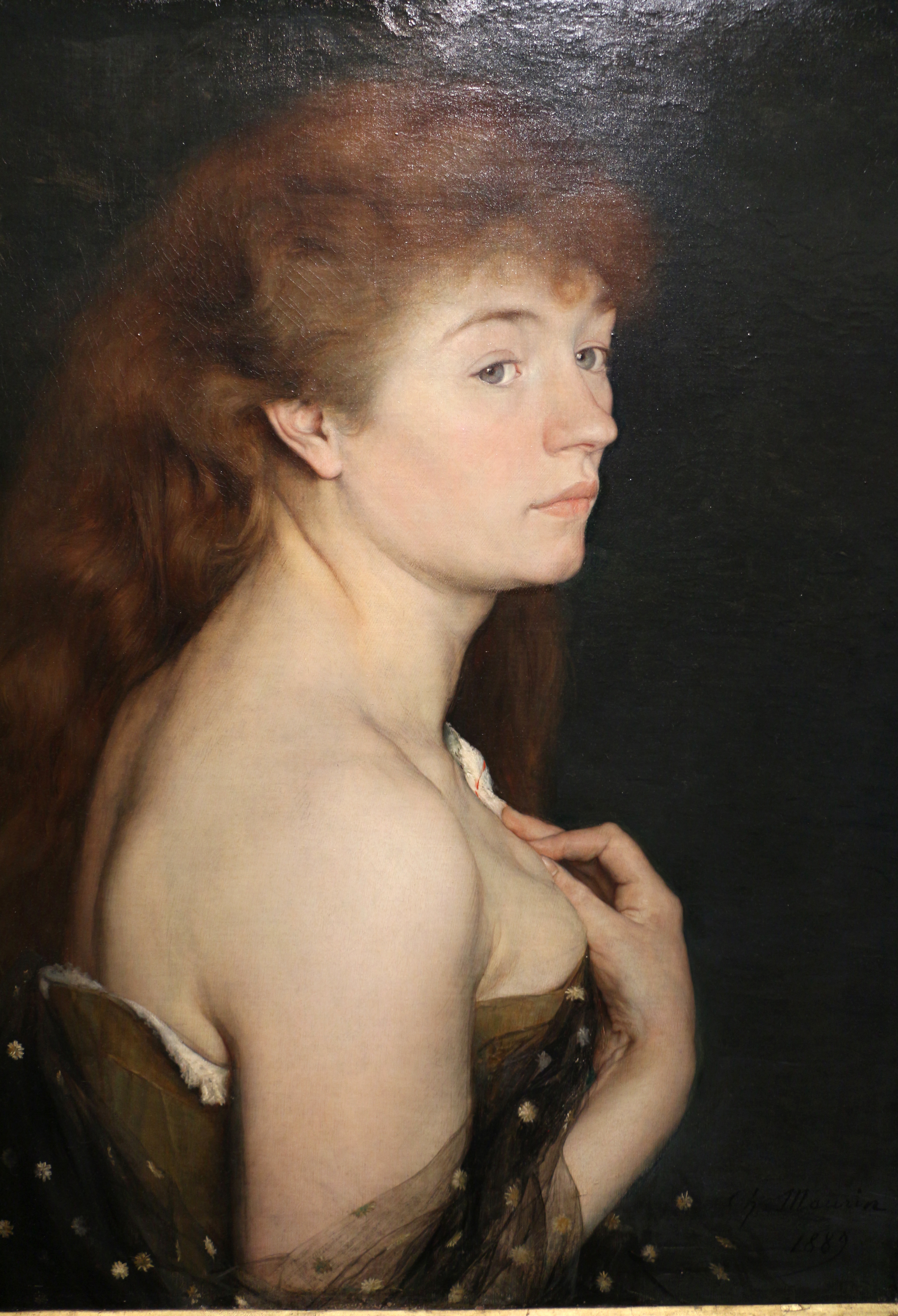
「ロシアの少女」
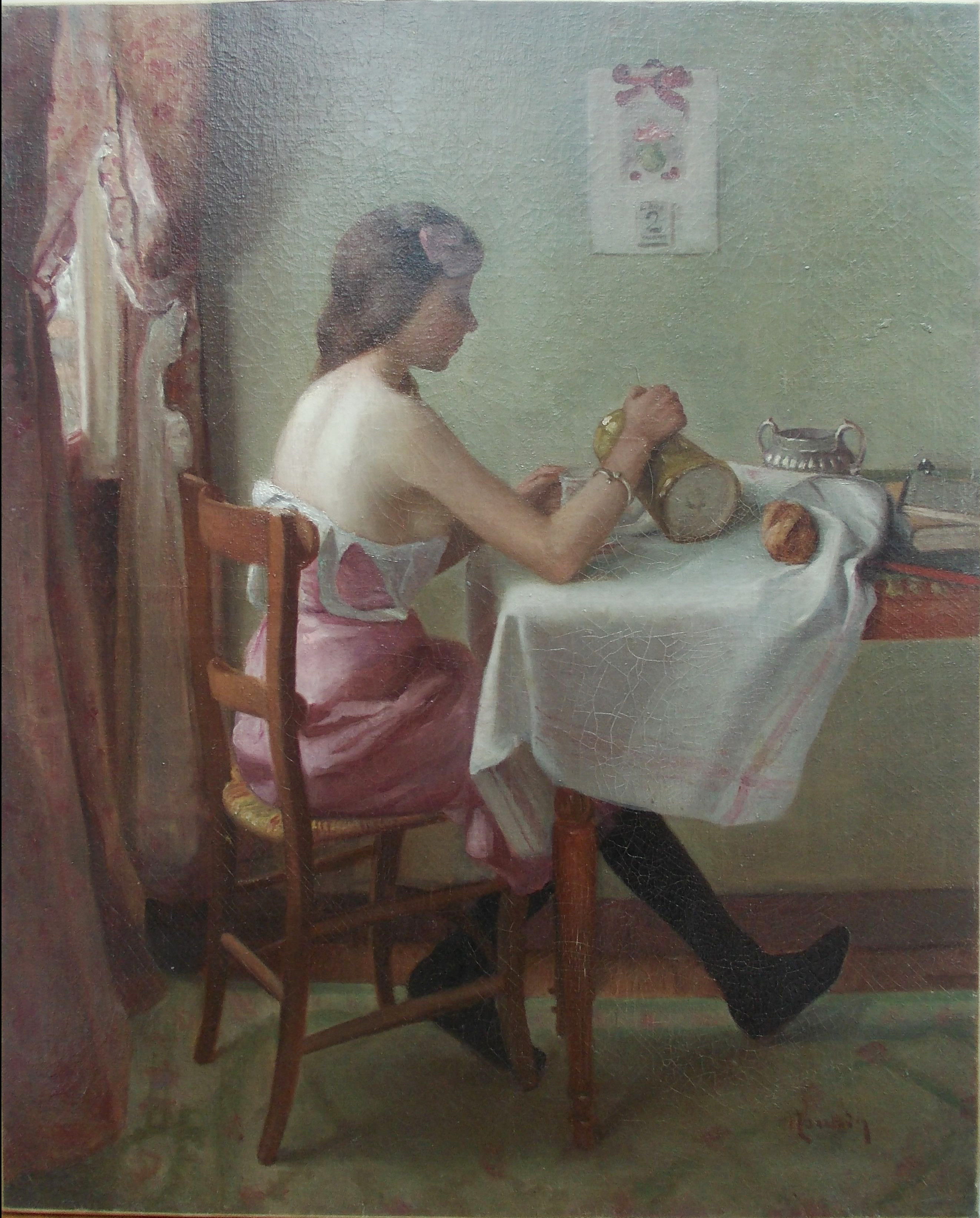
「召使の朝食」
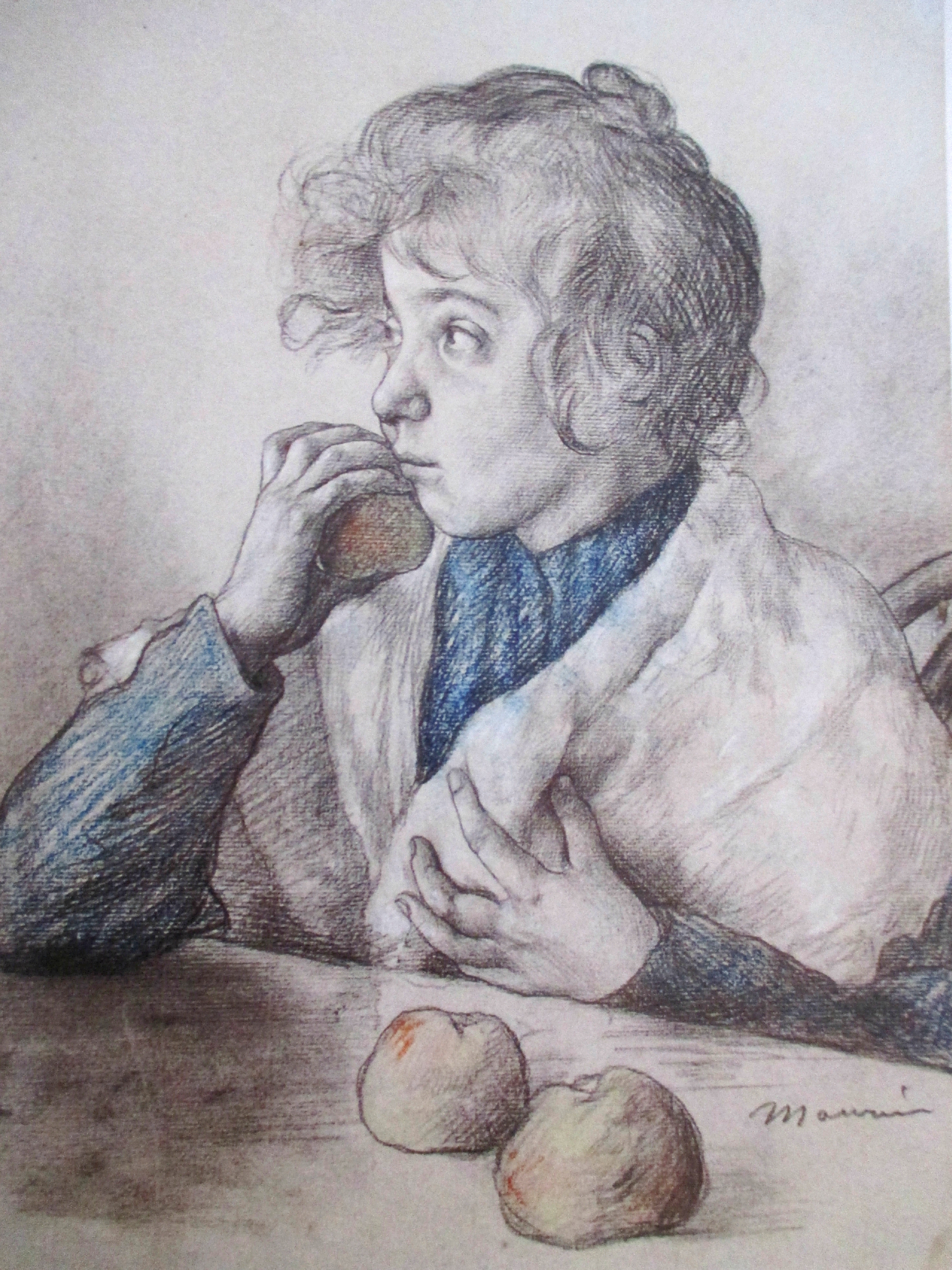
「リンゴ」
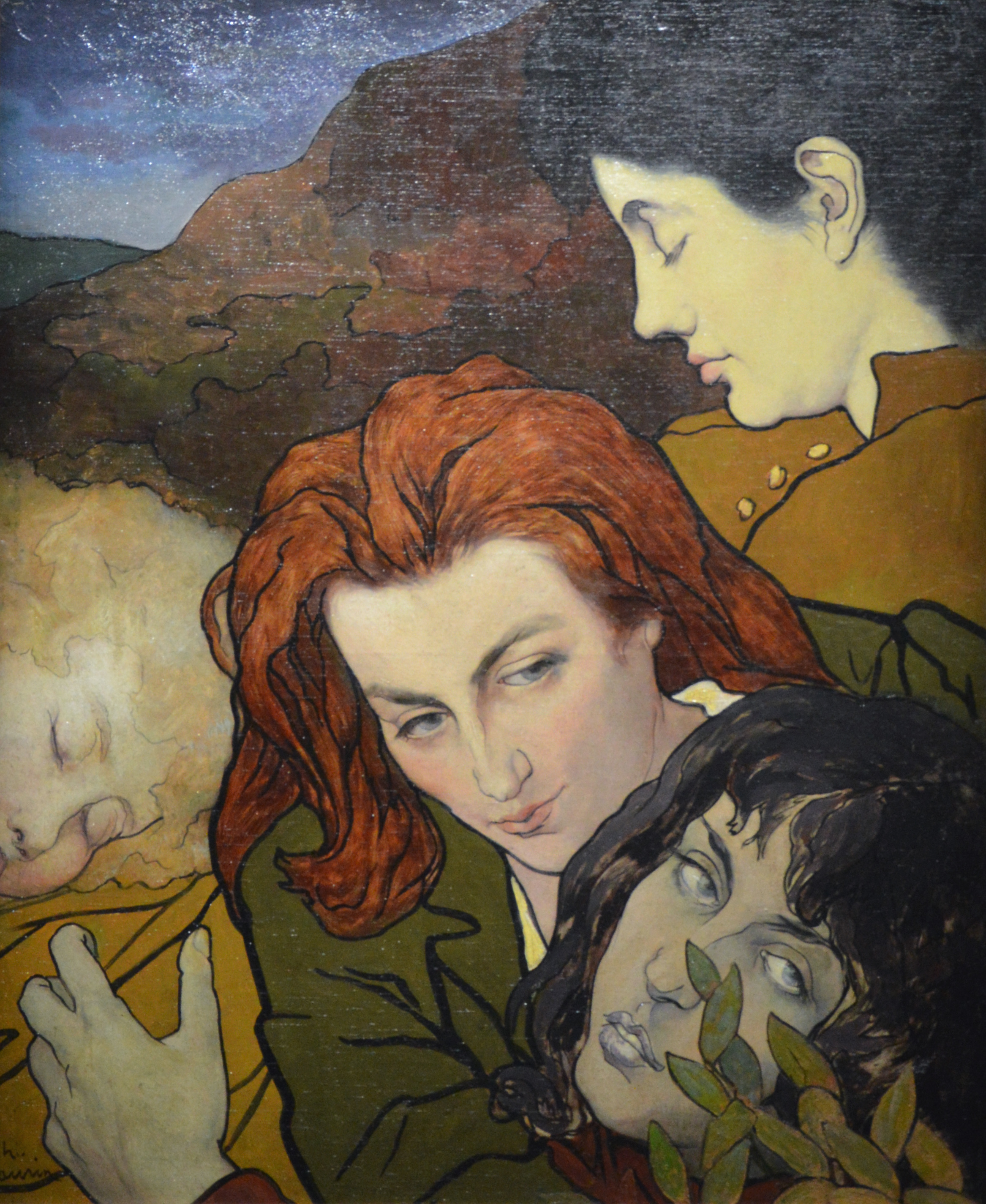
「コンポジション」
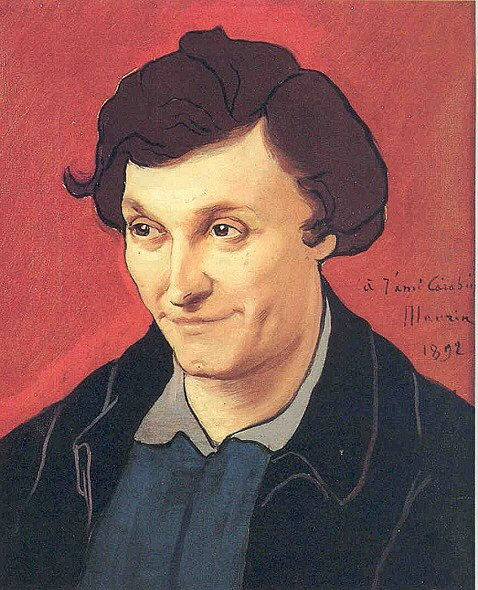
François-Rupert Carabin-彫刻家
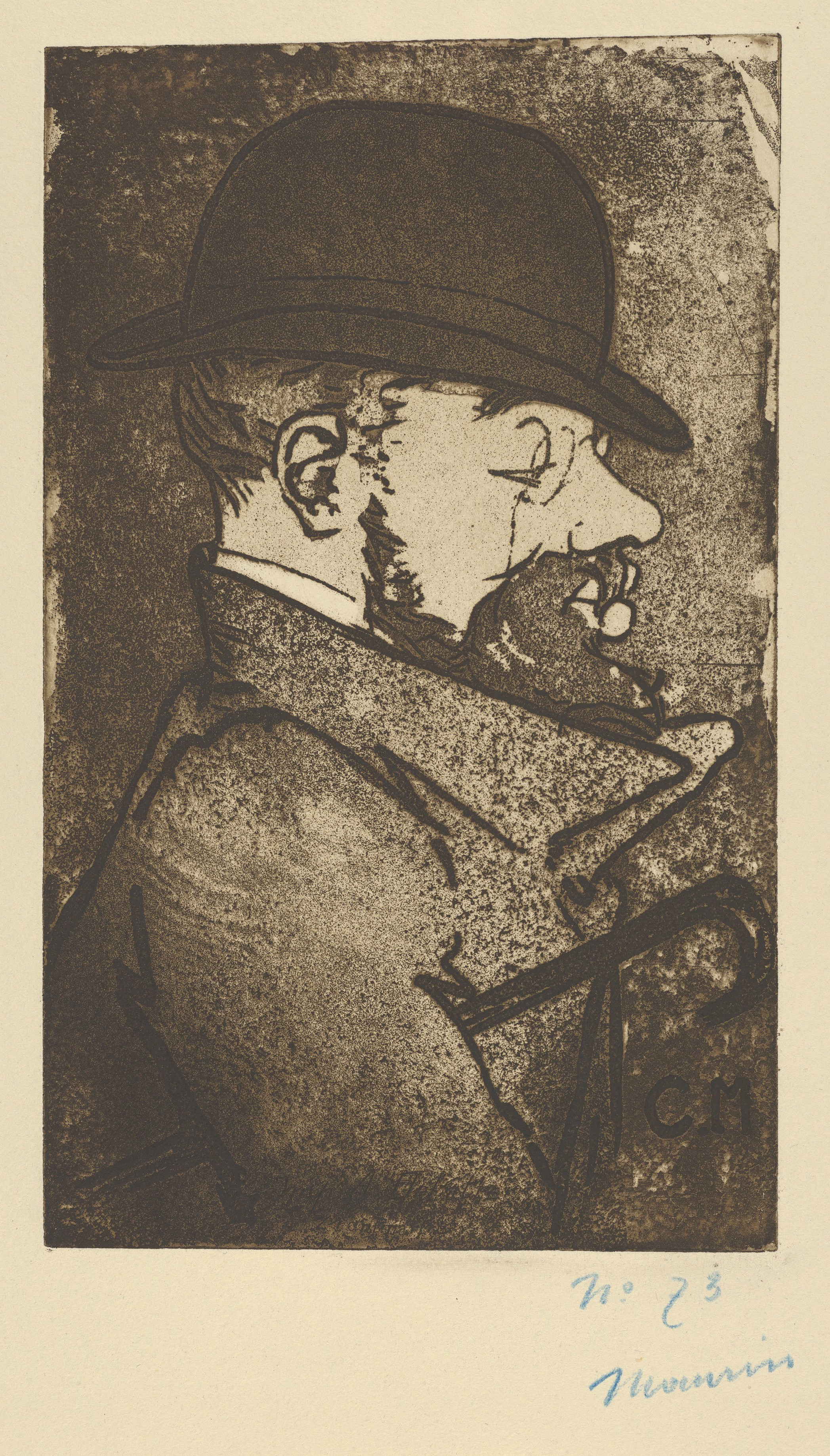
ロートレックの肖像
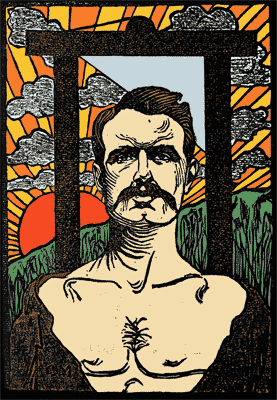
処刑前のRavachol-アナキスト